# لی‌لا
لی‌لا (انگلیسی: Lila) عنوان کتاب است از مریلین رابینسون رمان‌نویس و مقاله نویس آمریکایی است که در سال ۲۰۱۴ منتشر گردید. چهارمین رمان این نویسنده، در حقیقت سومین دنباله بر سه‌گانهٔ گیلیاد

## ترجمه فارسی
کتاب لی‌لا توسط مرجان محمدی ترجمه و توسط نشر قطره چاپ شده است.